# آندره بتا
آندره بتا (فرانسوی: André Betta‎؛ زادهٔ ۴ مارس ۱۹۴۴) بازیکن سابق فوتبال اهل فرانسه است.
از باشگاه‌هایی که در آن بازی کرده‌است می‌توان به باشگاه فوتبال متس، باشگاه فوتبال استاد رنس، باشگاه فوتبال بوردو، و باشگاه فوتبال رن اشاره کرد.
وی همچنین در تیم ملی فوتبال فرانسه بازی کرده‌است.